# La Trinité-sur-Mer
La Trinité-sur-Mer (bretonisch: An Drinded-Karnag) ist eine französische Gemeinde im Département Morbihan in der Region Bretagne zwischen der Quiberon-Halbinsel und dem Golf du Morbihan, am Ästuar des Flusses Crac’h. Die Einwohnerzahl beträgt 1837 Personen (Stand 1. Januar 2022).
Der Ort ist ein bekannter Yachthafen in der Bretagne. Darin liegen mehrere größere Yachten, vor allem Mehrrumpfboote (Katamarane und Trimarane). Der Hafen wird von größeren Booten zum Teil zur Vorbereitung von Langstreckenfahrten (insbesondere Weltumrundungen) genutzt.
Die Allée couverte Mané-Roullarde (auch Er-Groh genannt) liegt auf einem Hügel über dem Hafen von Trinité-sur-Mer.
Von 1901 bis 1935 war La Trinité Endpunkt einer Überlandstraßenbahn nach Étel.

## Bevölkerungsentwicklung
| Jahr                       | 1962 | 1968 | 1975 | 1982 | 1990 | 1999 | 2011 | 2019 |
| Einwohner                  | 1533 | 1530 | 1404 | 1477 | 1433 | 1530 | 1639 | 1622 |
| Quellen: Cassini und INSEE |      |      |      |      |      |      |      |      |

## Sehenswürdigkeiten

Ansichten des Hafens
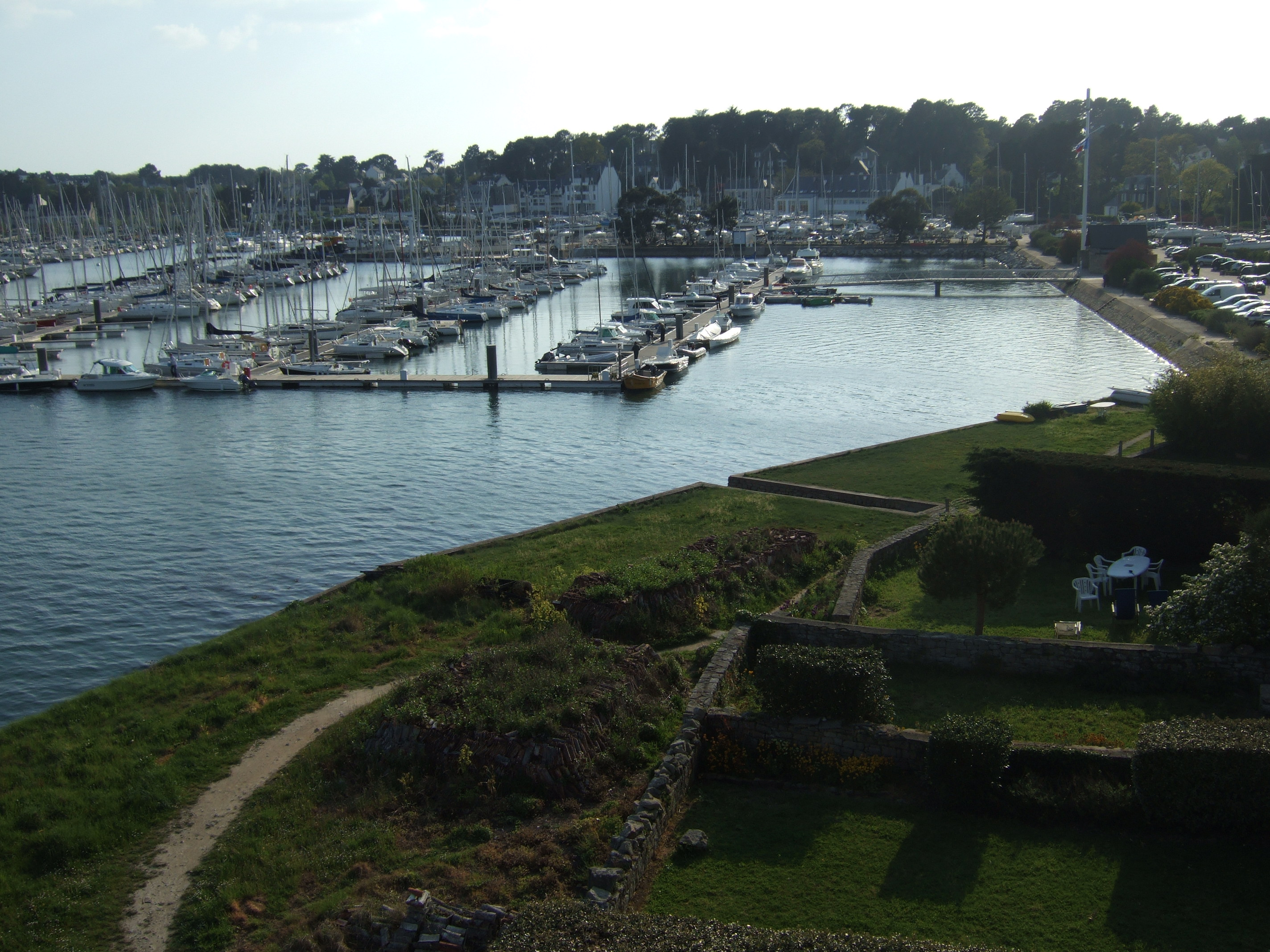
Blick auf den Hafen
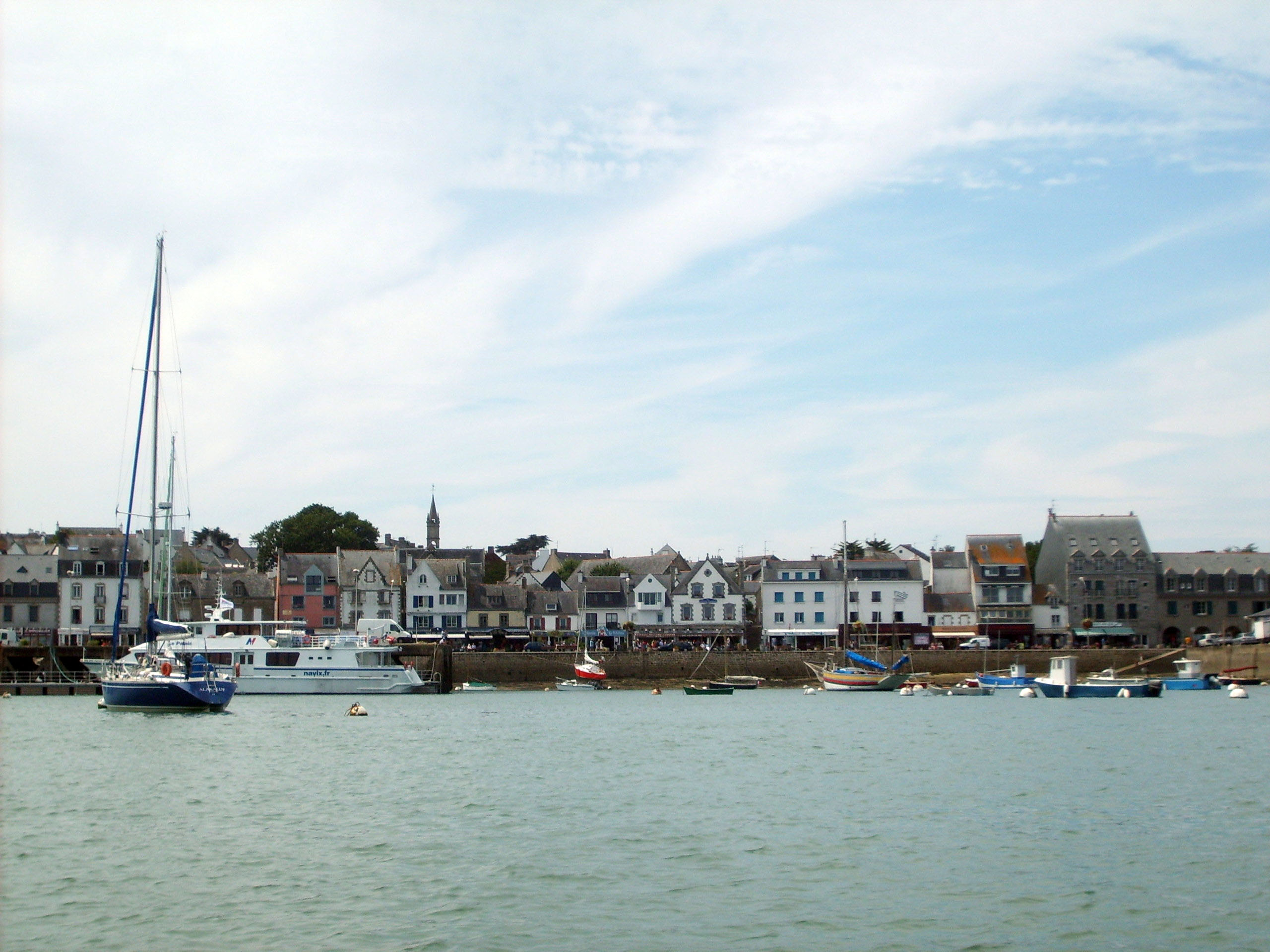
Ortskern vom Hafen aus

## Persönlichkeiten
- Jean-Marie Le Pen (1928–2025), französischer rechtsextremer Politiker (Front National)
- Alain Barrière (1935–2019), französischer Sänger und Komponist